# Gekko swinhonis
Gekko swinhonis är en ödleart som beskrevs av  Günther 1864. Gekko swinhonis ingår i släktet Gekko och familjen geckoödlor. IUCN kategoriserar arten globalt som sårbar. Inga underarter finns listade i Catalogue of Life.